# Anna Hopkin
Anna Elizabeth Hopkin (Chorley, 24 de septiembre de 1996) es una deportista británica que compite en natación, especialista en el estilo libre.
Participó en los Juegos Olímpicos de Tokio 2020, obteniendo una medalla de oro en la prueba de 4 × 100 m estilos mixto.
Ganó dos medallas de bronce en el Campeonato Mundial de Natación, en los años 2023 y 2024 y una medalla de bronce en el Campeonato Mundial de Natación en Piscina Corta de 2022.
Además, obtuvo ocho medallas en el Campeonato Europeo de Natación, en los años 2021 y 2022, y cinco medallas en el Campeonato Europeo de Natación en Piscina Corta, en los años 2019 y 2023.
En 2022 fue nombrada miembro de la Orden del Imperio Británico (MBE).

## Palmarés internacional
| Juegos Olímpicos                    | Juegos Olímpicos      | Juegos Olímpicos  | Juegos Olímpicos        |
| Año                                 | Lugar                 | Medalla           | Prueba                  |
| ----------------------------------- | --------------------- | ----------------- | ----------------------- |
| 2020                                | Tokio (Japón)         | Medalla de oro    | 4 × 100 m estilos mixto |
| Campeonato Mundial                  |                       |                   |                         |
| Año                                 | Lugar                 | Medalla           | Prueba                  |
| 2023                                | Fukuoka (Japón)       | Medalla de bronce | 4 × 100 m libre mixto   |
| 2024                                | Doha (Catar)          | Medalla de bronce | 4 × 100 m estilos mixto |
| Campeonato Mundial en Piscina Corta |                       |                   |                         |
| Año                                 | Lugar                 | Medalla           | Prueba                  |
| 2022                                | Melbourne (Australia) | Medalla de bronce | 50 m libre              |
| Campeonato Europeo                  |                       |                   |                         |
| Año                                 | Lugar                 | Medalla           | Prueba                  |
| 2021                                | Budapest (Hungría)    | Medalla de oro    | 4 × 100 m libre         |
| 2021                                | Budapest (Hungría)    | Medalla de oro    | 4 × 100 m estilos       |
| 2021                                | Budapest (Hungría)    | Medalla de oro    | 4 × 100 m libre mixto   |
| 2021                                | Budapest (Hungría)    | Medalla de oro    | 4 × 100 m estilos mixto |
| 2021                                | Budapest (Hungría)    | Medalla de bronce | 100 m libre             |
| 2022                                | Roma (Italia)         | Medalla de oro    | 4 × 100 m libre         |
| 2022                                | Roma (Italia)         | Medalla de plata  | 4 × 100 m libre mixto   |
| 2022                                | Roma (Italia)         | Medalla de bronce | 4 × 100 m estilos mixto |
| Campeonato Europeo en Piscina Corta |                       |                   |                         |
| Año                                 | Lugar                 | Medalla           | Prueba                  |
| 2019                                | Glasgow (Reino Unido) | Medalla de plata  | 4 × 50 m libre mixto    |
| 2023                                | Otopeni (Rumania)     | Medalla de oro    | 4 × 50 m libre mixto    |
| 2023                                | Otopeni (Rumania)     | Medalla de plata  | 100 m libre             |
| 2023                                | Otopeni (Rumania)     | Medalla de bronce | 4 × 50 m libre          |
| 2023                                | Otopeni (Rumania)     | Medalla de bronce | 4 × 50 m estilos        |